# 18775 Donaldeng
18775 Donaldeng è un asteroide della fascia principale. Scoperto nel 1999, presenta un'orbita caratterizzata da un semiasse maggiore pari a 2,3415957 UA e da un'eccentricità di 0,0955865, inclinata di 3,06166° rispetto all'eclittica.